# Gnomon (revue)
Pour les articles homonymes, voir Gnomon (homonymie).
Gnomon. Revue critique pour toute l'antiquité classique est la revue allemande la plus importante dans le domaine de l'Antiquité classique.

## Profil
La revue Gnomon est publiée depuis 1925, d'abord aux éditions Weidmann (à l'époque à Berlin), et depuis 1949 par l'éditeur munichois C. H. Beck. Le magazine paraît en huit numéros par an. Depuis le numéro 22 (1950), les numéros impairs contiennent un supplément bibliographique des nouvelles publications dans le domaine en plus des articles habituels (revues, nécrologies et actualités). Le Supplément bibliographique répertorie « tous les ouvrages imprimés remarquables qui peuvent être achetés individuellement, dans la mesure où ils sont connus des éditeurs », les thèses (qui ne figurent pas en librairie) « et les articles de revues... mais seulement ceux qui sont envoyés ou affiché aux éditeurs".
Le modèle du Gnomon est la revue britannique Classical Review, publiée depuis 1887. Depuis 1948, un deuxième organe de revue de langue allemande est publié en Autriche, l'Anzeiger für die Altertumswissenschaft (de), qui, cependant, est clairement en retard sur la Gnomon en termes d'importance.
La liste des abréviations dans la Gnomon a un caractère standard selon l'accord de nombreux érudits spécialisés. Martin Bentz (de), Ruth Bielfeldt, Peter Eich (de), Hans-Joachim Gehrke, Christoph Horn (de), Martin Hose (de), Joseph Maran (de), Katharina Volk et Paul Zanker (de) sont actuellement les éditeurs de la revue. Les rédacteurs en chef sont Martin Hose et Oliver Schelske. Heinz-Werner Nörenberg (de) occupe cette fonction depuis le numéro de septembre 1968 jusqu'à son départ à la fin de l'année 2005.

## Histoire
Sur les seize éditeurs d'origine, après la prise du pouvoir par les nationaux-socialistes, quatorze sont licenciés en 1933, en partie pour des raisons politiques ou idéologiques (comme Ludwig Curtius et Werner Jaeger). Les rédacteurs restants sont Matthias Gelzer (de) et Gerhart Rodenwaldt ainsi que Richard Harder (de), le précédent directeur de la rédaction, qui est également éditeur depuis 1930. Pendant la Seconde Guerre mondiale, la composition de l'équipe éditoriale change plusieurs fois. En 1940, l'ancien rédacteur en chef, Erich Burck (de), reprend la co-rédaction, qu'il occupe jusqu'à sa mort en 1994. En 1944, la dernière édition du Gnomon paraît de manière continue. La première édition d'après-guerre en 1949 est publiée par Erich Burck, Matthias Gelzer et Friedrich Matz (de).

## Base de données bibliographiqueGnomon
En 1994, Jürgen Malitz (de) créé la base de données bibliographiques Gnomon en collaboration avec l'équipe éditoriale de Gnomon et la maison d'édition CH Beck. Il répertorie plus de 330 000 titres - monographies, articles de compilations, articles de revues et revues. Les informations bibliographiques de plus de 200 revues de premier plan sur l'antiquité et de périodiques qui ne sont pas exclusivement consacrés à l'antiquité mais contiennent régulièrement des articles sur l'antiquité sont évaluées. Une mise à jour a lieu chaque année avec un nombre accru de revues évaluées et d'informations bibliographiques enregistrées. En outre, il existe des informations bibliographiques provenant de séries dont la publication est déjà interrompue. L'utilisation se fait en allemand ou en anglais. Le projet frère Gnomon Online existe également depuis le début de l'année 1996, fournissant des extraits de la base de données sur Internet. La distribution de la base de données complète sur CD-ROM est interrompue en 2009 ; il est depuis disponible en téléchargement gratuit. Depuis 2019 - financé par la DFG et en coopération avec la Bibliothèque d'État de Bavière à Munich - une nouvelle plate-forme (GBD 2.0) est disponible pour la recherche. 

## Liste des éditeurs
| - 1925-1933 : Ludwig Curtius - 1925-1933 : Ludwig Deubner (de) - 1925-1933 : Eduard Fraenkel - 1925-1962 : Matthias Gelzer (de) - 1925-1933 : Ernst Hoffmann - 1925-1933 : Werner Jaeger - 1925-1933 : Walther Kranz - 1925-1933 : Karl Meister (de) | - 1925-1933 : Peter von der Mühll - 1925-1933 : Karl Reinhardt - 1925-1943 : Gerhart Rodenwaldt - 1925-1933 : Wilhelm Schubart - 1925-1933 : Wilhelm Schulze (de) - 1925-1933 : Eduard Schwartz - 1925-1933 : Johannes Stroux (de) - 1925-1933 : Wilhelm Weber (de) | - 1930-1943 : Richard Harder (de) - 1940-1994 : Erich Burck (de) - 1949-1965 : Friedrich Matz (de) - 1954-1977 : Walter Marg (de) - 1963-1978 : Hermann Strasburger (de) - 1966-1977 : Nikolaus Himmelmann (de) - 1975-2017 : Ernst Vogt (de) - depuis 1978 : Paul Zanker (de) | - 1979-1995 : Walter Schmitthenner (de) - 1988-2007 : Carl Joachim Classen (de) - depuis 1996 : Hans-Joachim Gehrke - 2000-2016 : Henner von Hesberg (de) - depuis 2000 : Martin Hose (de) - depuis 2010 : Christoph Horn (de) - depuis 2010 : Joseph Maran (de) - depuis 2010 : Katharina Volk (de) | - depuis 2017 : Martin Bentz (de) - depuis 2017 : Ruth Bielfeldt (de) - depuis 2017 Peter Eich (de) |

Gestion éditoriale ou de la rédaction
- 1925-1930 : Richard Harder (de)
- 1965-1970 : Walther Ludwig (de)
- 1968-2005 : Heinz-Werner Nörenberg (de)
- 2005-2015 : Maximilian Braun (de)
- depuis 2016 : Martin Hose et Oliver Schelske

## Littérature
- Gnomon Bibliographische Datenbank. Internationales Informationssystem für die klassische Altertumswissenschaft. Beck, München 1994 und fortlaufend,  (ISSN 0945-9790)